# Rainieria wiedemanni
Rainieria wiedemanni är en tvåvingeart som först beskrevs av Günther Enderlein 1922.  Rainieria wiedemanni ingår i släktet Rainieria och familjen skridflugor. Inga underarter finns listade i Catalogue of Life.